# Ticineto
Ticineto (Tisnèis in piemontese) è un comune italiano di 1 316 abitanti della provincia di Alessandria in Piemonte.

## Storia

### Simboli
Lo stemma e il gonfalone del comune di Ticineto sono stati concessi con regio decreto del 22 maggio 1942.
Lo stemma è d'azzurro, al castello d'argento, merlato alla guelfa e munito di tre torri, la centrale più alta; al capo partito d'argento e di nero, a due spade, poste in croce di Sant'Andrea. 
Il gonfalone è un drappo partito di azzurro e di rosso.

## Società

### Evoluzione demografica
Abitanti censiti

## Amministrazione
Di seguito è presentata una tabella relativa alle amministrazioni che si sono succedute in questo comune.
| Periodo           | Periodo           | Primo cittadino     | Partito                            | Carica  | Note  |
| ----------------- | ----------------- | ------------------- | ---------------------------------- | ------- | ----- |
| 20 maggio 1988    | 26 maggio 1990    | Fiorenzo Scagliotti | Partito Socialista Italiano        | Sindaco | [ 6 ] |
| 26 maggio 1990    | 26 settembre 1992 | Fiorenzo Scagliotti | Partito Socialista Italiano        | Sindaco | [ 6 ] |
| 26 settembre 1992 | 24 aprile 1995    | Pietro Barbano      | Partito Democratico della Sinistra | Sindaco | [ 6 ] |
| 24 aprile 1995    | 14 giugno 1999    | Fiorenzo Scagliotti | centro                             | Sindaco | [ 6 ] |
| 14 giugno 1999    | 14 giugno 2004    | Fiorenzo Scagliotti | lista civica                       | Sindaco | [ 6 ] |
| 14 giugno 2004    | 8 giugno 2009     | Paolo Biasotto      | lista civica                       | Sindaco | [ 6 ] |
| 8 giugno 2009     | 25 maggio 2014    | Fiorenzo Scagliotti | lista civica Insieme per Ticineto  | Sindaco | [ 6 ] |
| 25 maggio 2014    | 26 maggio 2019    | Fiorenzo Scagliotti | lista civica Insieme per Ticineto  | Sindaco | [ 6 ] |
| 27 maggio 2019    | 9 giugno 2024     | Cesare Calabrese    | lista civica Noi per Ticineto      | Sindaco | [ 6 ] |
| 9 giugno 2024     | in carica         | Fiorenzo Scagliotti | lista civica Insieme per Ticineto  | Sindaco | [ 6 ] |